# ناثان سميث (لاعب هوكي الجليد)
ناثان سميث (بالفرنسية: Nathan Smith)‏ (و. 1982  م) هو لاعب هوكي الجليد كندي، ولد في إدمونتون، مركز لعبه هو وسط ‏.

## روابط خارجية
- ناثان سميث على موقع دوري الهوكي الوطني (الإنجليزية)
- ناثان سميث على موقع EliteProspects.com (الإنجليزية)
- ناثان سميث على موقع HockeyDB.com (الإنجليزية)
- ناثان سميث على موقع Hockey-Reference.com (الإنجليزية)